# Aotus griseimembra
Aotus griseimembra é um Macaco do Novo Mundo da família Aotidae, considerado, primeiramente, subespécie de Aotus lemurinus. Ocorre na Colômbia e Venezuela. A classificação da espécie é controversa.  Alguns autores consideram subespécie de Aotus lemurinus, mas estudos de cariótipo sustentam que é uma espécie separada.